# Кудреватых, Николай Владимирович
Никола́й Влади́мирович Кудрева́тых (род. 1 сентября 1946 года, село Березовка Черновского района Кировской области) — советский и российский учёный-физик, доктор физико-математических наук (1995), профессор Уральского государственного университета.

## Биография
После окончания средней школы № 44 города Свердловска по рекомендации учителя физики В. Е. Волкова выбрал кафедру магнетизма для обучения на физическом факультете УрГУ. В 1969 году окончил физический факультет Уральского университета. Работает в Уральском университете с 1969 г.: младший (1969—1982), старший (с 1982) научный сотрудник, заведующий научно-исследовательской лабораторией постоянных магнитов; заведующий отделом магнетизма твердых тел (с 1989), директор (с 2004) НИИ физики и прикладной математики, заведующий отделом (c 2014) магнетизма твердых тел НИИ ФПМ ИЕНиМ УрФУ, профессор кафедры магнетизма и магнитных наноматериалов. В 1980 году находился на научной стажировке в Саутгемптонском университете (Великобритания).
• Кандидат физико-математических наук (31.03.1977), специальность 01.04.11 – Физика магнитных явлений
Диссертация «Магнитные свойства  и магнитная анизотропия  некоторых интерметаллических соединений РЗМ с металлами группы железа  типа R2T17»
• Доктор физико-математических наук (31.01.1995)
Диссертация "Спонтанная намагниченность, магнитокристаллическая анизотропия и анизотропная магнитострикция редкоземельных соединений на основе железа и кобальта"
Кудреватых Н. В. является членом секции «Постоянные магниты» Научного совета РАН по проблеме «Магнетизм»
 .
Входил в состав оргкомитетов всероссийских и международных конференций по постоянным магнитам, Суздаль (1994, 1997, 2000, 2003, 2007, 2009, 2017).
Участник совместных исследований с Институтом физики металлов, Институтом металлургии, KAERI, International Laboratory of High Magnetic Fields and Low Temperatures, Институтом физики Чешской АН, Исследовательским центром Россендорф.
Учёный секретарь диссертационного совета Д 212.285.24
Подготовил 4 кандидатов наук

.

## Научная и педагогическая деятельность
Под руководством Н. В. Кудреватых и при его непосредственном участии в Уральском университете открыт ряд новых направлений в исследовании магнетизма редкоземельных сплавов и соединений:
- выращивание монокристаллических образцов редкоземельных соединений;
- методика генерации сильных импульсных магнитных полей и измерение свойств материалов в таких полях в широком диапазоне температур;
- методики синтеза гидридов и нитридов редкоземельных соединений;
- методики получения редкоземельных быстрозакаленных сплавов и порошков;
- способы получения высокоэнергетических постоянных магнитов.

Для студентов физического факультета университета читает спецкурс «Магнетизм редкоземельных соединений».
Результаты научно-технических разработок новых составов магнитных материалов и технологии их получения, а также новых устройств на их основе внедрены в производство на ПОЗ «ГИРЕДМЕТ», ООО «НЛМК-Метиз»(до 2013 УЗПС), ВИЗ, НПО «Автоматика», Сибирский химкомбинат, ПО «Маяк», НТП «Лантан-1».
Примером прикладной разработки широкого применения может служить магнитный аппликатор.

## Публикации
Автор более 150 научных работи 14 изобретений.
- Кудреватых Н. В., Волегов А. С. Физика металлов. Редкоземельные металлы и их соединения. Учебное пособие для вузов. — М.: Издательство Юрайт, 2018. — 197 с. — ISBN 978-5-9916-9977-8.
- Кудреватых Н. В., Волегов А. С. Магнетизм редкоземельных металлов и их интерметаллических соединений. Учебное пособие. — Екатеринбург: Изд-во Уральского ун-та, 2015. — 195 с. — 100 экз. — ISBN 978-5-7996-1604-5.

## Награды
- Первая премия Уральского университета для молодых ученых за цикл работ по исследованию магнитной анизотропии интерметаллических соединений редкоземельных металлов с элементами группы железа (1975).
- Серебряная медаль ВДНХ СССР за экспонат «Редкоземельные магниты» (1990).
- Первая премия на конкурсе научных работ НИИ физики и прикладной математики (1991).
- Лауреат премии им. И. И. Ползунова за выдающиеся достижения в изобретательстве и рационализации (1998).
- Почетные грамоты главы Екатеринбурга и президиума Свердловского областного совета Всероссийского общества изобретателей и рационализаторов за вклад в развитие технического творчества на предприятиях Свердловской области (2000).
- Золотая медаль 37-й международной выставки изобретений в Женеве «Inventions Geneva»[фр.] 2008 за экспонат «Способ получения нанокристаллического сплава»[17]
- Почётный работник высшего профессионального образования Российской Федерации[7].